# Kamień św. Wojciecha (województwo wielkopolskie)
 Kamień św. Wojciecha – głaz narzutowy, drugi co do wielkości w Wielkopolsce (największym jest kamień św. Jadwigi).

## Położenie
Kamień położony jest w odległości blisko 3 km na południe od Mieściska, we wsi Budziejewko. Położony jest 300 m na południowy wschód od miejscowego kościoła św. Wojciecha.

## Charakterystyka i pochodzenie
Obiekt znalazł się w tym miejscu za sprawą lądolodu skandynawskiego. Zbudowany z czerwonego granitu głaz ma w obwodzie 20,5 m, długi jest na 7,5 m, szeroki na 4,7 m i wysokość 1,3 m (zagłębiony jest w ziemi na 2,7 m).

## Ochrona
W 1840 roku został objęty ochroną na wniosek okolicznych chłopów złożony do landrata wągrowieckiego. Po 1945 wpisano go do rejestru pomników przyrody. Jest to najstarszy w Wielkopolsce obiekt przyrodniczy chroniony prawem jako pomnik przyrody nieożywionej. Pierwotnie teren, na którym spoczywa należał do właścicieli prywatnych. Potem został wykupiony przez gminę. Z inicjatywy wojewody Włodzimierza Łęckiego zbudowano do niego drogę wraz z parkingiem.

## Legendy
Z głazem związane są dwie legendy. Według jednej – z tego kamienia św. Wojciech głosił Słowo Boże dla okolicznych mieszkańców, wędrując z Gniezna do Prusów. Według drugiej – znajdujące się obok kamienia źródełko miało magiczną moc uzdrawiania chorych, którą straciło, gdy pewien rolnik postanowił przemyć oczy swemu ślepemu osłu, licząc, że zwierzę odzyska wzrok. Źródło powstać miało po zapadnięciu się żelaznych sań z głazem zaprzężonych w pięćdziesiąt koni. Sanie wiozły ten głaz do Gniezna z inicjatywy ludności miejscowej dla uczczenia św. Wojciecha już po jego śmierci.
Maria Paradowska zanotowała również inną legendę: głaz miał być ciągnięty przez samego św. Wojciecha na złotych saniach zaprzężonych w cztery woły, by ustawić go w Gnieźnie. Ciężar kamienia spowodował jednak zapadnięcie się ziemi. Złote sanie mają nadal znajdować się pod głazem.